# Жанаауил (Курмангазинський район)
Жанаауи́л (каз. Жаңаауыл) — село у складі Курмангазинського району Атирауської області Казахстану. Входить до складу Кудряшовського сільського округу.
У радянські часи село називалось Жанааул.
Населення — 511 осіб (2021; 451 у 2009, 569 у 1999, 563 у 1989).